# Lancia Alfa
Lancia Alfa nebo Lancia 12 HP (původně Tipo 51) je první automobil vyráběný firmou Lancia & C. Fabbrica Automobili.
První silniční testy proběhly v září 1907 a výroba začala v následujícím roce v Borgo Sao Paolo v Turíně. Vincenzo Lancia a společník Claudio Fogolin představili vůz na turínském autosalonu, který se konal od 18. ledna do 2. února 1908.
Vůz měl původně označení „typ 51“ a až později byl pojmenován řeckým písmenem Alfa. Řadový motor s objemem 2544 cm³ dával výkon 28 koní při 1800 otáčkách za minutu. V té době byl výkon motoru i jeho otáčky nezvykle vysoké.
Celkem se modelu Alfa prodalo více než sto kusů, vozy byly vyráběny i pro závody. Cena vozu se v závislosti na verzi pohybovala od 10 do 14 000 lir.
Ještě v roce 1908 začala Lancia s výrobou odvozeného modelu 18/24 HP Dialfa s šestiválcovým řadovým motorem, kterého bylo vyrobeno jen 23 kusů.